# Egregor (banda)
Egregor es una banda chilena de metal ecléctico formada por Magdalena Opazo el año 2011. Son conocidos por ser los precursores del estilo y tener una sonoridad y potencia cálida con temáticas transpersonales en su música, planteando más que un estilo musical una visión de vida.  

## Historia
Egregor nace como proyecto de la iniciativa de Magdalena Opazo (voz) en conjunto con Alejandro Heredia (bajo) y Richard Iturra (guitarra). Tienen su primera aparición con el lanzamiento del EP “Oyepse” mostrado desde sus inicios una sonoridad más atmosférica y melancólica. 
Posterior, y conservando la alineación, lanzan “Libera” y desde ese momento llaman la atención al tener un sonido más denso, comparado a lo que se venía escuchando en cuanto a Metal/ Rock Chileno
Con el lanzamiento de Vals de Luna en el año 2012 se puede ver a Egregor con alineación completa y desde ahí comenzar su evolución más rápida, coronándose ganadores el año 2013 de las escuelas de rock.
El 2015 es el año con más movimiento de la banda. Lanzan el videoclip del sencillo “Shunyata” el lanzamiento del DvD “Sesión Karma” y también dan a conocer su primer trabajo de larga duración el álbum “Karma”, con todo esto además comienza a reconocerse a Egregor como los precursores del estilo “Metal ecléctico” el cual ellos mismos definen como una visión más integral de lo que significa la música, conjugando diferentes estilos e instrumentos de forma libre y también manteniendo por sobre todo una visión de vida y forma de vida plasmada en un lenguaje musical. Su sonoridad comienza a hacerse reconocida principalmente por la presencia de Magdalena, integrando una voz con registro Mezzosoprano en un estilo con presencia de guitarras barítono y un intenso sonido del bajo.

## Discografía

### Álbumes
- Karma (2015)
- Pachakuti(2020)

### Sencillos
- Oyepse (2011)
- Libera (2011)
- Vals de Luna (2012)
- Shunyata (2015)

### Demos
- Oyepse (2011)

### DvD
- Sesión Karma (2015)

## Reconocimientos y méritos
- Ganadores Escuelas de Rock Chile 2013